# 521. pr. Kr.
◄ | 7. stoljeće pr. Kr. | 6. stoljeće pr. Kr. | 5. stoljeće pr. Kr. | ►
◄ | 550-ih pr. Kr. | 540-ih pr. Kr. | 530-ih pr. Kr. | 520-ih pr. Kr. | 510-ih pr. Kr. | 500-ih pr. Kr. | 490-ih pr. Kr. | ►
◄◄ | ◄ | 524. pr. Kr. | 523. pr. Kr. | 522. pr. Kr. | 521 pr. Kr. | 520. pr. Kr. | 519. pr. Kr. | 518. pr. Kr. | ► | ►►
Astronomija

## Događaji
- Ahemenidsko Perzijsko Carstvo
  - Khšathrita, vođa Medijaca, podiže ustanke u Babiloniji i Mediji, te dobiva potporu satrapija Sagartije, Partije i Hirkanije. Darije šalje vojsku iz Raja da pomogne ocu Histaspu u pobjedi protiv pobunjenika, perzijski general Hidarn Stariji guši pobunu, Khšathrita zarobljen pokraj grada Raja[1]
  - Baktrijski satrap Dadarši, nakon prelaska 300 km preko pustinje Karakum, guši ustanak u Margijani
  - lipanj - nakon poraza satrapa Martije, Atamaita postaje satrap Elama i nastavlja ustanak
  - jesen - Darije šalje generala Gobriasa u Elam, gdje je porazio Atamaitu,[2] nakon čega je imenovan elamskim satrapom
  - Kraj daljnjih pobuna protiv Darija I. Velikog.